# روث سيجر
روث سيجر (بالإنجليزية: Ruth Sager) (7 فبراير 1918 - 29 مارس 1997) هي عالمة وراثة أمريكية. عملت سيجر ضمن مهنتين علميتين. في الخمسينيات والستينيات من القرن العشرين بدأت عملها الأول، إذ كانت رائدة في مجال علم الوراثة السيتوبلازمية من خلال اكتشاف انتقال الصفات الوراثية من خلال الحمض النووي للبلاستيدات الخضراء، وهو أول مثال معروف لعلم الوراثة لا يشمل نواة الخلية. لم يعترف المجتمع الأكاديمي بأهمية مساهمتها إلا بعد الموجة النسوية الثانية في سبعينيات القرن العشرين. بدأت مشوارها المهني الثاني في أوائل سبعينيات القرن العشرين، وكانت في علم وراثة مرض السرطان. وقد اقترحت أدوار الجينات الكابتة للورم وبحثت فيها.

## حياتها
ولدت سيجر في 7 فبراير 1918، في شيكاغو، ولاية إلينوي، وهي واحدة من ثلاث بنات لليون بي سيجر، وهو مدير إعلانات تنفيذي، ووالدتها ديبورا بوروفيك سيجر. وبعد ولادة سيجر، توفيت والدتها جراء وباء الإنفلونزا في ذلك الوقت. أما سيجر وأخواتها، إستر ونعومي، فقد ربتهم زوجة أبيهم هانا. وفي سن السادسة عشر، تخرجت سيجر من مدرسة نيو ترير الثانوية. وبعد ذلك، التحقت بجامعة شيكاغو وحصلت على بكالوريوس العلوم في فسيولوجيا الثدييات في عام 1938. وبعد ذلك، التحقت بجامعة روتجرز وحصلت على الماجستير في فسيولوجيا النبات في عام 1944. وخلال الحرب العالمية الثانية، غادرت سيجر الأوساط الأكاديمية للعمل كسكرتيرة ومزارعة تفاح. ومع نهاية الحرب حازت سيجر على درجة الدكتوراه في علم وراثة الذُرة من جامعة كولومبيا تحت إشراف ماركوس م. رودس. وفي عام 1944 تزوجت سيمور ميلمان. ثم تزوجت آرثر باردي في عام 1973. وتوفيت بسرطان المثانة في بروكلين، ماساتشوستس في عام 1997.

## تعليمها
التحقت سيجر بجامعة شيكاغو في سن السادسة عشرة لدراسة الفنون المتحررة، لكنها حولت تخصصها إلى علم الأحياء، وكان ذلك بنية الالتحاق بكلية الطب في البداية، بعد أن وجدت أنها تستمتع بصفوف العلوم أكثر من غيرها. وحصلت على شهادتها الجامعية في عام 1938، ثم رأت أنها تفضل الأبحاث على ممارسة الطب، وسعت للحصول على درجة الماجستير في فسيولوجيا النبات من جامعة روتجرز. وهناك أجرت بحثًا في زمن الحرب حول نمو شتلات الطماطم وحصلت على درجة الماجستير في عام 1944. ثم حصلت على شهادة الدكتوراه في علم وراثة الذُرة من جامعة كولومبيا في عام 1948، لعملها الذي أدته تحت إشراف ماركوس رودس، ومع باربرا ماكلنتوك.